# Ne sono morti davvero sei milioni?
Ne sono morti davvero sei milioni? (Did Six Million Really Die?) è un libro riguardo l’olocausto scritto nel 1974 da Richard Verrall, membro del partito neofascista Fronte Nazionale Britannico (British National Front), sotto il nome di Richard E. Harwood e pubblicato dal neonazista tedesco Ernst Zündel. 
La corte suprema del Canada ha bloccato la vendita di questo libro nel 1992.

## Trama
Il libro muove le sue posizioni contro il processo di Norimberga e il processo a Adolf Eichmann, criticando l'imparzialità dei giudici.
Verrall inoltre sostiene che i censimenti della popolazione fatti tra il 1938 e il 1948 dimostrerebbero che non vi sarebbe stata una diminuzione della popolazione ebraica dopo la seconda guerra mondiale e che addirittura nei territori controllati dai nazisti sarebbe stata maggiore di 2 milioni e mezzo di persone; i numeri riportati sono confermati dai dati storici ufficiali e dagli stessi censimenti nazisti degli ebrei fatti nella conferenza di Wannsee presso Berlino nel 1942.
Secondo Verall l'olocausto sarebbe stata una mistificazione degli Alleati, che invece sarebbero stati colpevoli di aver gettato la bomba atomica su Hiroshima e Nagasaki, e durante i bombardamenti aerei sulla Germania, di aver soprattutto colpito bersagli civili come a Dresda. Verall contesta inoltre gli abusi contro i diritti umani che si verificarono nel campo alleato, e in particolare Stalin e i gulag nell'Unione Sovietica. Tale mistificazione avrebbe avuto come scopo, secondo Verall, di giustificare la fondazione nel 1948 dello stato d'Israele, nel quale avrebbero avuto inizio le atrocità contro i Palestinesi.
L'autore arriva ad affermare che l'accusa di aver causato sei milioni di morti sarebbe "una minaccia per la sopravvivenza della Razza" ("thus the accusation of the Six Million is not only used to undermine the principle of nationhood and national pride, but it threatens the survival of the Race itself").
Le tesi di questo volume sono coerenti con gli assunti dei cosiddetti "storici negazionisti", spesso di ispirazione neonazista, e sono considerate di valore storico nullo dalla comunità storica internazionale.

## Reazioni internazionali
Molte nazioni hanno vietato la pubblicazione di questo libro, tra cui la Germania ed il Sudafrica.

## Edizioni
- Richard E. Harwood (pseudonimo di Richard Verrall), Did Six Million Really Die? - The Truth at Last, Samisdat Publishers, Ltd, 1974.